# 6.º Distrito Congressional do Arkansas
O 6º Distrito Congressional do Arkansas foi um dos Distritos Congressionais do Estado norte-americano do Arkansas, o distrito foi criado em 1893 extinguido em 1963 após o censo de 1960.